# Whittonia
Whittonia, monotipski rod drveća iz tropske Južne Amerike. Jedan je od 4 roda iz porodice Peridiscaceae, Jedina vrsta je W. guianensis, endem iz Gvajane
Rod je opisan u Kew Bulletin 15(3): 468. 1962.